# Festival international du film de Fajr
Le Festival international du film de Fajr (en persan : جشنواره بین المللی فیلم فجر) est le festival du film annuel de l'Iran, qui se tient à Téhéran. Cet événement n'est pas seulement un festival mais aussi une occasion de dialogue culturel entre l'Iran et d'autres pays du monde.
Le principal prix est le Simorgh de cristal, ainsi nommé en référence à l'animal mythologique éponyme.

## Histoire
Le festival a été créé en 1982, sous la supervision du ministère de la culture, cinq ans après la disparition du Festival international du film de Téhéran. Il se tient tous les ans au mois de février. Le festival se déroule chaque année à Téhéran en même temps que le Festival International de Musique et le Festival International de Théâtre Fajr, à l'occasion de l'anniversaire de la révolution iranienne.

## Catégories de récompenses
- Simorgh de cristal du meilleur film (سیمرغ بلورین بهترین فیلم)
- Simorgh d'or du meilleur film national (fa) (سیمرغ زرین بهترین فیلم از نگاه ملی)
- Prix spécial du jury (جایزه ویژه هیئت داوران)
- Simorgh de cristal du public (fa) (سیمرغ بلورین بهترین فیلم از نگاه تماشاگران)
- Simorgh de cristal du meilleur réalisateur (fa) (سیمرغ بلورین بهترین کارگردانی)
- Simorgh de cristal du meilleur scénario (fa) (سیمرغ بلورین بهترین فیلم‌نامه)
- Simorgh de cristal de la meilleure adaptation (fa) (سیمرغ بلورین بهترین فیلمنامه اقتباسی)
- Simorgh de cristal du meilleur acteur (fa) (سیمرغ بلورین بهترین بازیگر نقش اول مرد)
- Simorgh de cristal de la meilleure actrice (fa) (سیمرغ بلورین بهترین بازیگر نقش اول زن)
- Simorgh de cristal du meilleur acteur dans un second rôle (fa) (سیمرغ بلورین بهترین بازیگر نقش مکمل مرد)
- Simorgh de cristal de la meilleure actrice dans un second rôle (fa) (سیمرغ بلورین بهترین بازیگر نقش مکمل زن)
- Simorgh de cristal de la meilleure photographie (fa) (سیمرغ بلورین بهترین فیلم‌برداری)
- Simorgh de cristal du meilleur montage (fa) (سیمرغ بلورین بهترین تدوین)
- Simorgh de cristal de la meilleure musique originale (fa) (سیمرغ بلورین بهترین موسیقی متن)
- Simorgh de cristal du meilleur court métrage (fa) (سیمرغ بلورین بهترین فیلم کوتاه)
- Simorgh de cristal du meilleur enregistrement sonore (fa) (سیمرغ بلورین بهترین صدابرداری)
- Simorgh de cristal de la meilleure prise de son (fa) (سیمرغ بلورین بهترین صداگذاری و میکس)
- Simorgh de cristal des meilleurs décors (fa) (سیمرغ بلورین بهترین طراحی صحنه)
- Simorgh de cristal des meilleurs costumes (سیمرغ بلورین بهترین طراحی لباس)
- Simorgh de cristal du meilleur maquillage (fa) (سیمرغ بلورین بهترین چهره‌پردازی)
- Simorgh de cristal des meilleurs effets spéciaux (fa) (سیمرغ بلورین بهترین جلوه‌های ویژه میدانی)
- Simorgh de cristal des meilleurs effets visuels (fa) (سیمرغ بلورین بهترین جلوه‌های ویژه بصری)